# Relations entre l'Arabie saoudite et le Yémen
Les relations entre l'Arabie saoudite et le Yémen constituent les relations étrangères bilatérales entre la Royaume d'Arabie saoudite et la République du Yémen.
Les deux pays ont entretenu pendant de nombreuses années de bonnes relations et coopéré étroitement sur les questions militaires, économiques et culturelles. Cependant, en raison de la guerre civile yéménite en cours et des réalignements de pouvoir au Moyen-Orient avec l'émergence d'al-Qaïda et la radicalisation de certaines factions de l'islam, l'Arabie saoudite mène actuellement une intervention militaire au Yémen.

## Historique
Les relations saoudiennes-yéménites modernes commencent en 1803 avec une attaque par les forces saoudiennes du territoire de Zaydi Imamat avec l'aide de certaines tribus yéménites locales. Les Saoudiens gagnent et ont le contrôle de la région de Tihama jusqu'en 1818 lorsque les forces du khédive ottoman d'Égypte, Méhémet Ali, détruit l'État saoudien.
L'établissement d'un protectorat sur le sultanat d'Idrisi à Asir conduit à des affrontements entre Ibn Saud et l'imam Yahya du Yémen. Ibn Saud capture capturé Asir et Jizan tandis que l'imam réussit à occuper l'oasis de Najran. Les négociations s'avèrent infructueuses, les Saoudiens reprennent le contrôle de Najran et occupent environ 100 kilomètres de la plaine côtière. En 1948, l'Arabie saoudite fournit une aide à l'imam Ahmed craignant la nature "constitutionnelle" d'un soulèvement au Yémen.
En 1934, la guerre saoudo-yéménite éclate avec une invasion yéménite, répondue par une forte offensive saoudienne. La guerre prend fin lorsque le Yémen renonce au contrôle de trois provinces saoudiennes modernes, Asir, Jizan et Najran. Depuis, les deux pays entretiennent toujours une relation compliquée.

## Tensions avec le gouvernement Saleh
Ali Abdallah Saleh est président du Yémen du Nord, puis du Yémen uni entre 1978 et 2012. Au cours de ces trois décennies difficiles, les relations du Yémen avec l'Arabie saoudite oscillent entre des points bas, comme le soutien apporté par Saleh à Saddam Hussein pendant la première guerre du Golfe, et des points hauts, comme l'approfondissement du parrainage saoudien au cours de la première décennie de la guerre contre le terrorisme.
Le rapprochement de Saleh avec l'Arabie saoudite contribue à sa chute du pouvoir. Sa tentative de reprendre le pouvoir en s'alliant aux Houthis, qu'il a autrefois fait bombardé par l'armée de l'air saoudienne, conduit finalement à son assassinat en décembre 2017.

## Frontière
En septembre 2003, dans un effort du gouvernement saoudien pour contrôler les incursions des Yéménites en Arabie saoudite et ralentir les actions terroristes, les Saoudiens commencent la construction d'un mur de pipeline rempli de ciment, de 3 mètres de diamètre le long de sa frontière avec le Yémen. À la suite de plaintes du gouvernement yéménite aux Saoudiens selon lesquelles la construction du mur viole un traité de l'an 2000 entre les deux nations, les Saoudiens arrêtent les travaux du mur en février 2004. À ce moment-là, 75 kilomètres des 1 800 kilomètres de barrière prévus sont érigés.